# Pfarrkirche Saak

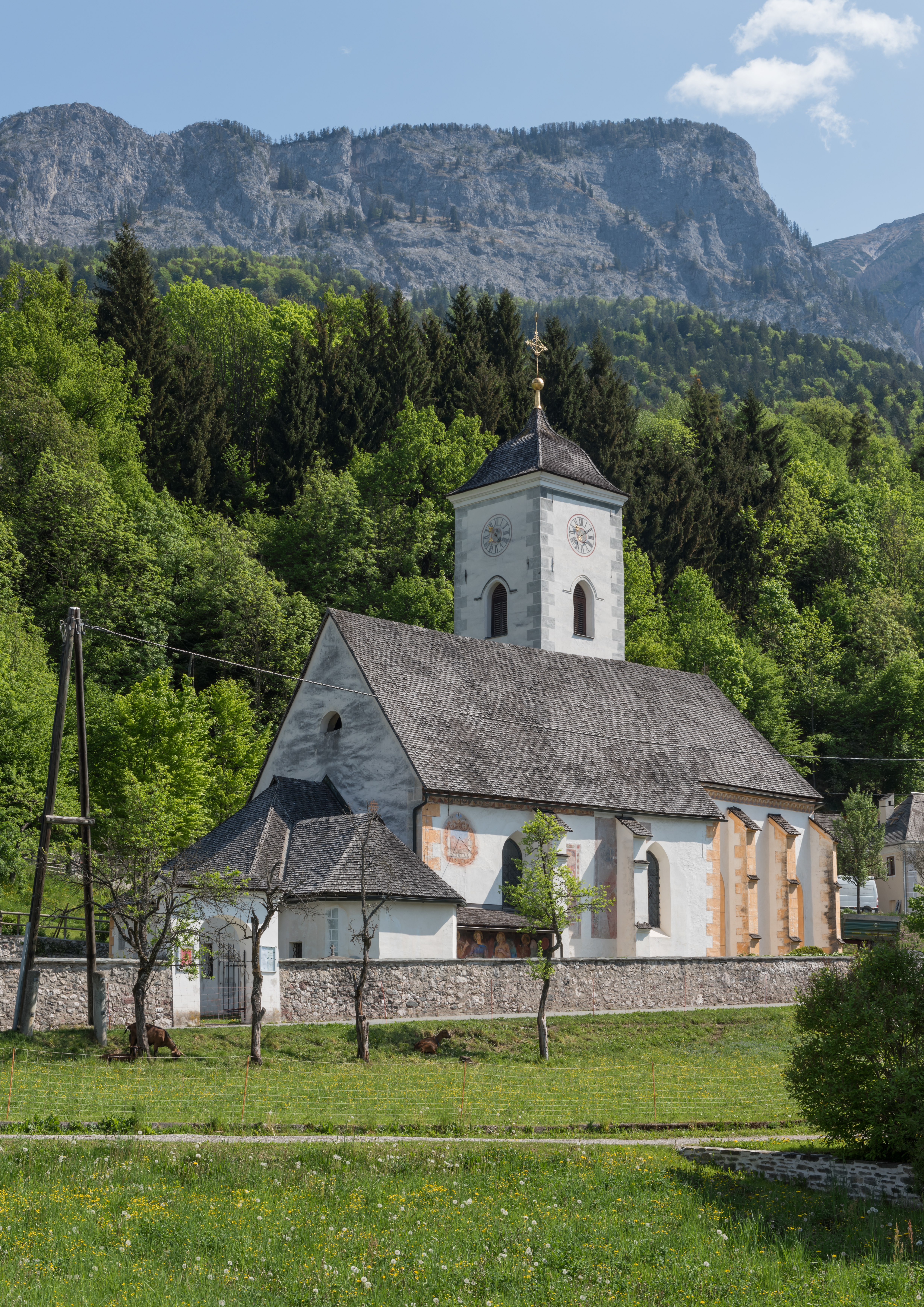
Pfarrkirche St. Kanzian in Saak

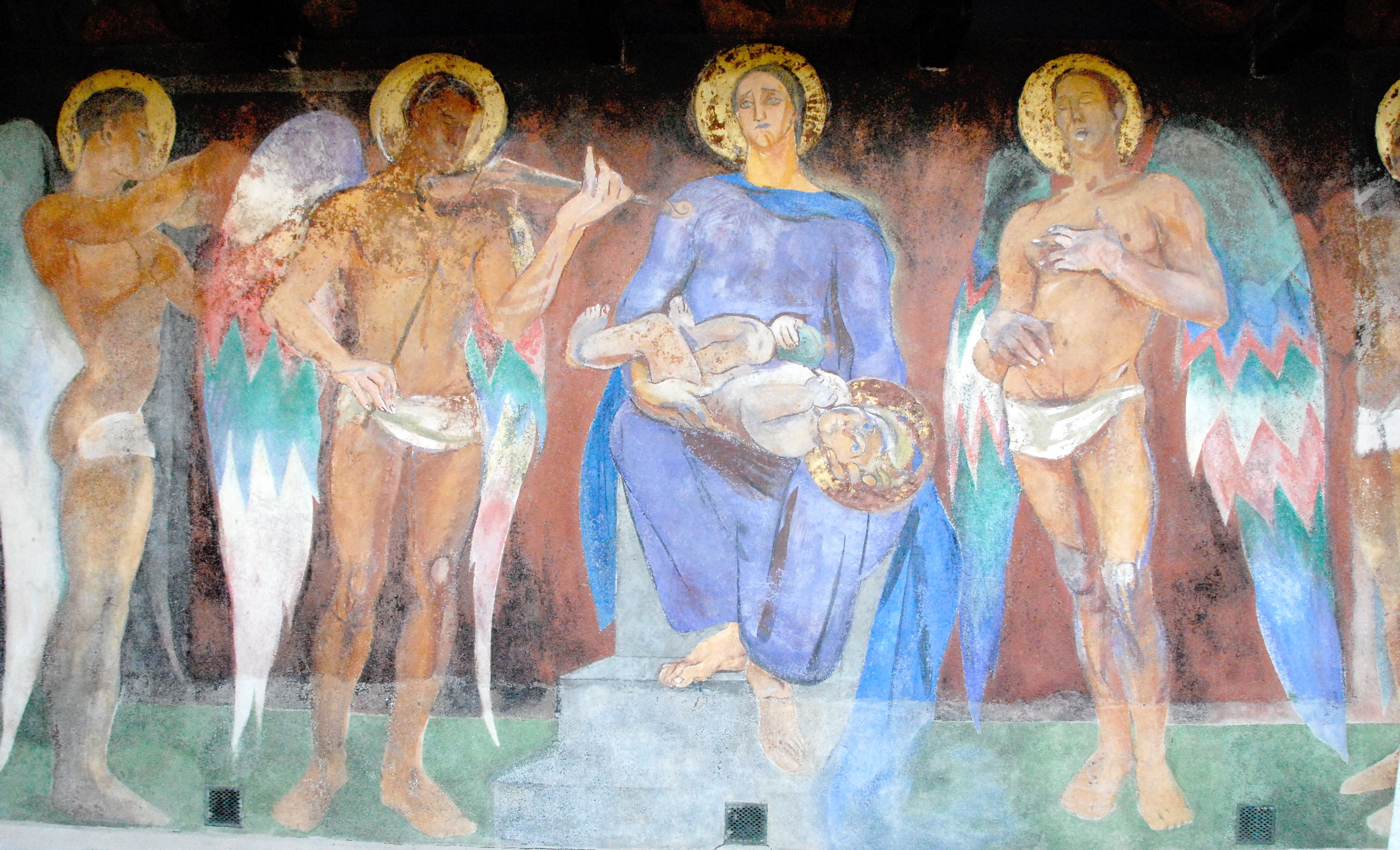
Grabstätte Michor

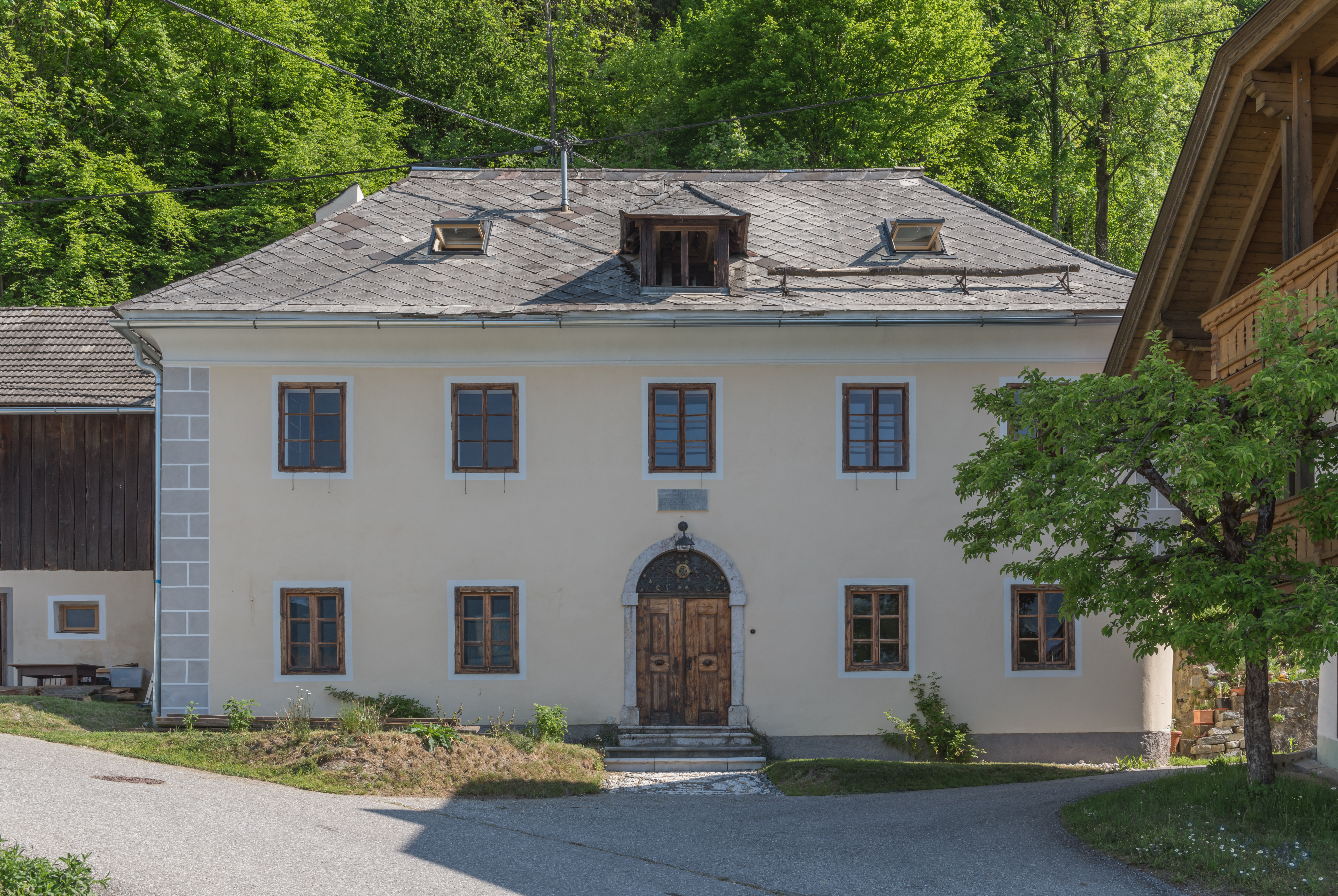
Ehemaliger Pfarrhof

Die Pfarrkirche Saak ist eine Kanziankirche des Bistums Gurk im Nötscher Ortsteil Saak. Kirche, Friedhof und Pfarrhaus sind denkmalgeschützt. Seit 1760 ist die Windische Kapelle auf dem Dobratsch eine Filialkirche von Saak.

## Baubeschreibung
Die spätgotische Kirche weist einen leicht eingezogenem Chor auf, in dessen nördlichen Winkel ein niederer Turm ist. Das Langhaus ist nördlich und südlich durch je doppelt abgetreppte Strebepfeiler und je zwei Spitzbogenfenster gegliedert. Am Chor befinden sich sechs doppelt abgetreppte Strebepfeiler. Im Schluss sind drei zweiteilige Lanzettfenster mit ursprünglichem Maßwerk; in der südlichen Chorwand zwei einfache Spitzbogenfenster. Im Barock wurde nördlich eine kleine Sakristei mit einer Eisentür nach Osten angebaut. Die geschlossene Vorhalle mit großem Rundbogenportal ist neueren Datums. Südlich schließt eine barocke Heiliggrabkapelle an.

## Friedhof
Die Kirche ist von einem Friedhof umgeben, dessen Mauer die Kirche mit einschließt. Am Friedhof befindet sich ein barockes Kruzifix und südlich am Chor der Kirche das Grabmal Anton Koligs. In der Friedhofsmauer ist ein Grabstein für Franz Wiegele eingelassen. An der Südwand des Langhauses der Kirche befindet sich die Grabstätte Michor mit einer Wandmalerei Anton Koligs von 1929, dominiert von einer sitzenden Madonna mit Kind umgeben von vier stehenden Engeln.

## Pfarrhof
Der ehemalige Pfarrhof wurde 1757 durch Johann Andrä Semler Baron zu Scharfenstein errichtet. Es ist ein zweigeschoßiger, mit einem Walmdach gedeckter Bau. An der Ost- und Westfassade befinden sich Putze der Jahrhundertwende. Im Inneren sind mehrere Räume mit Stuckfelderdecken ausgestattet. Außerdem weist das Gebäude noch Türblätter, Kastenschlösser und Holzböden aus der Erbauungszeit auf.